# 타르시스

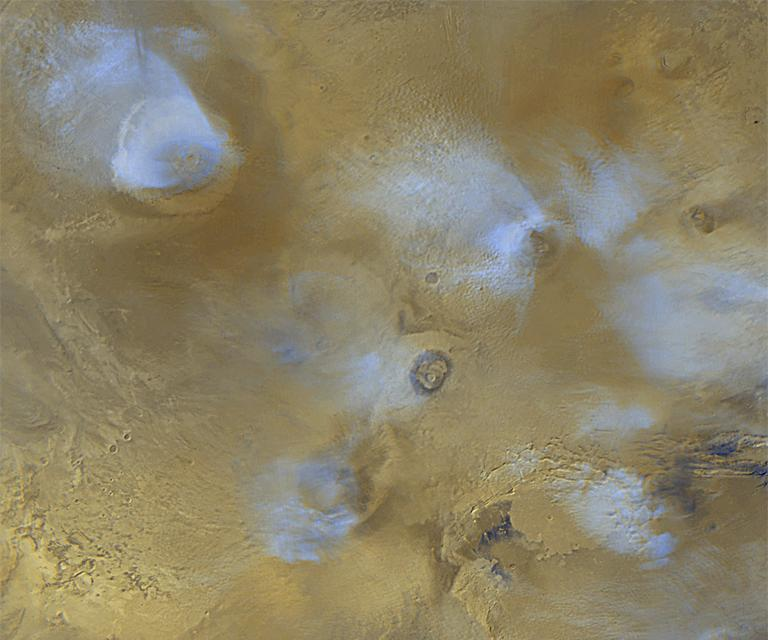
산악 구름이 타르시스 지대의 화산 정상 부근에 떠 있는 모습을 촬영한 마스 글로벌 서베이어의 컬러 사진. 왼쪽 상단에는 올림푸스산이, 가운데에는 타르시스 화산군을 형성하는 화산 3개가 위치한다. 아래쪽에는 아르시아산, 가운데에는 파보니스산, 위쪽에는 아스크레우스산이 위치한다.

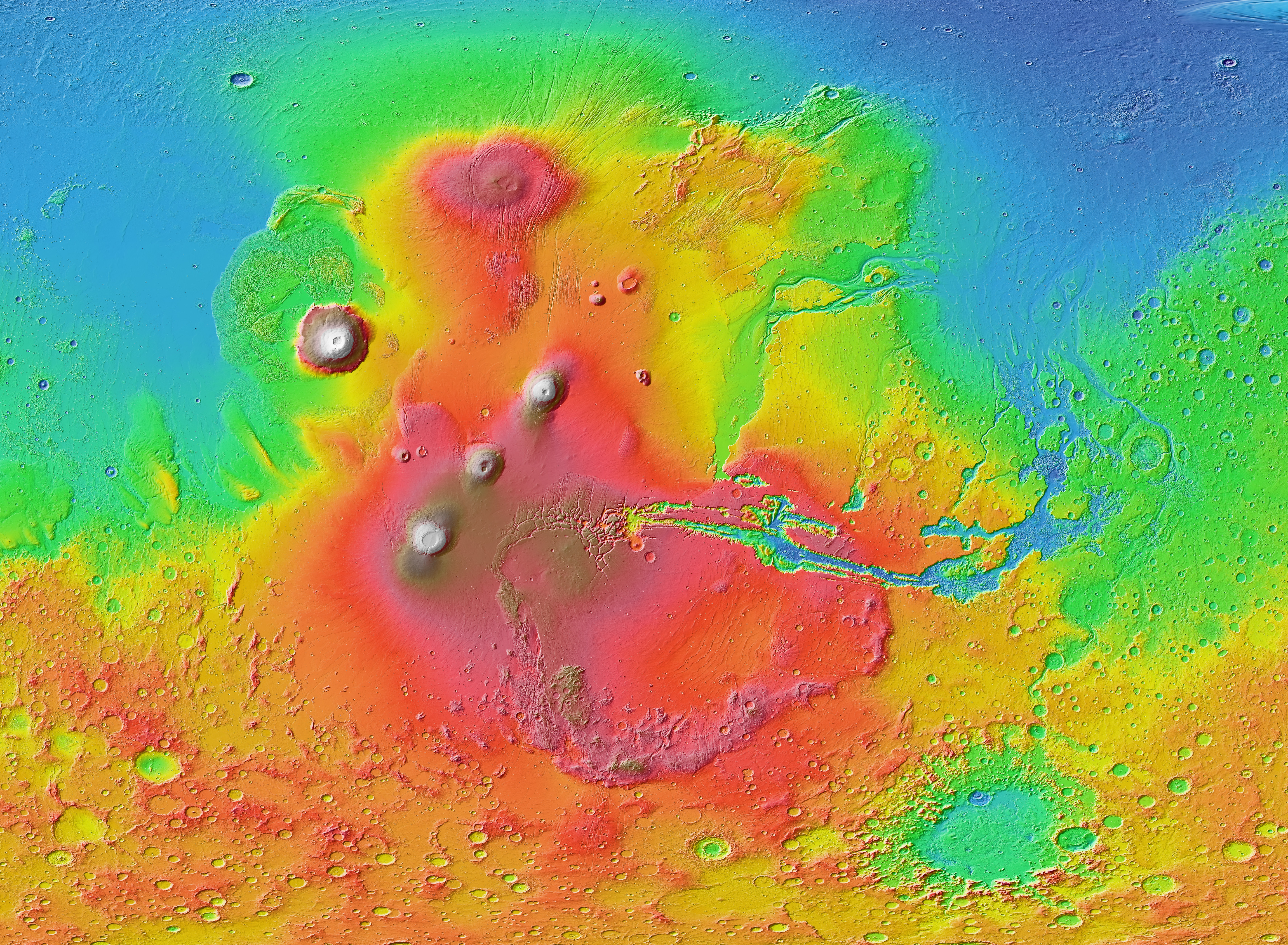
타르시스 지대는 화성 궤도선 레이저 고도계가 촬영한 컬러 입체 지도에서 보듯이 화성의 서반구를 차지하고 있다. 타르시스 화산군은 지도 가운데에 남아 있는 3개의 정렬된 화산이다. 북서쪽에는 올림푸스산이, 북쪽에는 알바산이 위치한다. 매리너 계곡은 타르시스에서 동쪽으로 뻗어 있고 한때 홍수로 인한 물이 흐르던 유출 통로는 북쪽으로 뻗어 있다.

타르시스(Tharsis)는 화성 서반구 적도 부근을 중심으로 한 거대한 용암대지이다.

## 지리
타르시스라는 이름은 성서에 등장하는 세계의 서쪽 끝에 있는 땅으로 알려진 지명인 타르시슈(Tarshish)에서 유래된 이름이다. 태양계에서 가장 큰 화산 지대인 타르시스는 일반적으로 5개의 순상 화산을 포함하는데 올림푸스산(Olympus Mons), 알바산(Alba Mons), 타르시스 화산군(Tharsis Montes)으로 알려진 3개의 거대한 순상 화산인 아르시아산(Arsia Mons), 파보니스산(Pavonis Mons), 아스크레우스산(Ascraeus Mons)이 이에 해당한다.
화성에서 가장 높은 화산인 올림푸스산은 종종 타르시스 지대와 연관되어 있지만 실제로는 타르시스 지대의 서쪽 가장자리에 위치해 있다. 타르시스 지대에 위치한 작은 화산으로는 비블리스 톨루스(Biblis Tholus), 세라우니우스 톨루스(Ceraunius Tholus), 조비스 톨루스(Jovis Tholus), 타르시스 톨루스(Tharsis Tholus), 율리시스 톨루스(Ulysses Tholus), 우라니우스산(Uranius Mons), 우라니우스 톨루스(Uranius Tholus)가 있다.

## 규모와 크기
타르시스는 역사적 및 과학적 배경에 따라 다양한 의미를 갖는다. 이 이름은 일반적으로 넓은 의미로 사용되었으며 화성 동경 265도 부근에서 적도 남쪽을 중심으로 하는 비정상적으로 높은 지형을 띤 대륙 크기의 지역을 나타낸다. 타르시스 벌지(Tharsis Bulge)라고 부르는 넓은 융기 지역은 화성의 서반구 가운데 대부분을 차지하고 있고 지구 이분법에서는 지구 다음으로 가장 큰 지형이기도 하다.
타르시스는 형식적으로 정의된 경계를 갖고 있지 않기 때문에 이 지역의 정확한 규모를 판단하기는 것은 어렵다. 일반적으로 부풀어 올라온 곳의 전체 길이는 약 5,000km, 높이는 최대 7km(표고가 높은 화산 제외)이고 서쪽에 위치한 아마존 평원(화성 동경 215도)에서 동쪽에 위치한 크리세 평원(화성 동경 300도)이다. 타르시스 벌지는 남북쪽 방향으로 조금 뻗어 있고 알바산의 북쪽 측면(화성 북위 약 55도), 타우마시아 고원의 남부 하단(화성 남위 약 43도)까지 뻗어 있다. 이 지역이 어떻게 정의되어 있는가에 따라서 규모는 다르지만 타르시스는 약 10,000,000km2에서 30,000,000km2, 즉 화성 전체 표면적의 25%를 차지한다.

## 영향
타르시스 벌지는 화성의 중심에서 외곽 방향으로 완만하게 내려가서 돔 모양을 형성하는 광대한 고원 지대이다. 다양한 연대에 형성된 용암류층이 고원 지대에 넓게 분포되어 있고 많은 홈을 띠고 있다. 용암은 중심에서 주변으로 뻗어 있는데 그 중 하나가 거대한 매리너 계곡을 형성한다. 고원에는 많은 화산들이 있는데 그 중에서 5개가 매우 크다. 타르시스 지대는 우주에서 볼 때에 주변보다 훨씬 밝은데 이는 현무암의 짙은 색이 아닌 얇은 연한 색의 모래에 뒤덮여 있기 때문이다.
타르시스 벌지의 형성에 대해서는 두 가지 가설이 있는데 첫째는 화성의 아래층에 있던 맨틀이 상승하면서 형성되었다는 가설이고 둘째는 화성에서 분출된 용암류가 계속해서 겹겹이 쌓이면서 용암층에서 쌓인 무게가 지각을 아래쪽으로 휘어지게 만들었다는 가설이다. 그러나 첫 번째 가설에 관한 맨틀의 상승 흐름에서 열기둥은 타르시스 아래쪽에 장기간 위치하여 열점을 형성하고 지각을 융기시키는 것이 아니라 충분한 열에너지와 암반층을 제공한다는 이론이 있다. 열기둥은 맨틀에서 일어나는 대류 과정의 일부이고 심지어 대류가 존재하거나 그렇지 않으면 아직 분명하지 않다. 타트리스는 노아기부터 분출해서 꾸준히 높게 쌓아왔고 노아기 말기 또는 헤스베리아스 초기에 형성된 매리너 계곡은 동쪽에, 5개의 큰 화산은 아마존기에 잇따라 형성되었다.
타르시스 벌지의 거대한 크기는 타르시스 주변에 형성된 방사상의 홈, 화성의 다른 끝 부분에 형성된 아주 작은 융기 지형인 아라비아 대지를 비롯한 화성의 지질에 큰 영향을 준다. 타르시스의 무게는 타르시스의 침하가 화성의 다른 부분의 변형을 가져오기 때문에 형성된다. 노아기 후기에 형성된 수많은 협곡들도 이들의 지형적인 특징과 밀접한 관련이 있다. 타르시스 화산에 의해 만들어진 용암류에 의해 방출된 이산화탄소와 물은 화성의 따뜻하고 습기가 많은 기간에서 중요한 요소로 여겨진다. 타르시스 화산의 마그마는 약 1.5 기압의 이산화탄소를 기반으로 하는 대기, 평탄한 화성에 뒤덮인 120m 두께의 바다(또는 실제 지표의 저층 집합)를 만들 수 있는 규모를 갖고 있다.
타르시스의 거대한 질량은 화성 자전축의 이동, 즉 진극추 이동을 일으킨다. 이는 회전하는 물체는 회전축에 의해 천천히 변하는 경향을 띠면서 돌출된 물체의 질량이 적도나 양극 근처로 이동하여 더 많은 안정성을 얻는다. 즉 타르시스는 현재의 위도가 아닌 지금의 적도 부근(지형간 상대 운동이 아닌 행성의 전체 회전)으로 형성되었을 가능성이 있다. 또한 먼 옛날에 큰 바다가 있었다면 그 거대한 규모는 그러한 영향을 주었을 것으로 추정된다.

## 같이 보기
- 화성 지질학